# Lewis Strapp
Lewis Strapp (sinh ngày 26 tháng 11 năm 1999) là một cầu thủ bóng đá người Scotland thi đấu ở vị trí hậu vệ trái cho Greenock Morton.

## Sự nghiệp câu lạc bộ
Strapp có màn ra mắt cho Morton trong trận đấu tại Cúp Liên đoàn bóng đá Scotland trước Albion Rovers vào tháng 7 năm 2016. Anh gia nhập Elgin City theo dạng cho mượn vào tháng 8 năm 2017 đến tháng 1 năm 2018.

## Thống kê sự nghiệp
Tính đến trận đấu diễn ra ngày 21 tháng 10 năm 2017
| Câu lạc bộ          | Mùa giải            | Giải vô địch        | Giải vô địch | Giải vô địch | Cúp bóng đá Scotland | Cúp bóng đá Scotland | Cúp Liên đoàn | Cúp Liên đoàn | Khác    | Khác      | Tổng cộng | Tổng cộng |
| Câu lạc bộ          | Mùa giải            | Hạng đấu            | Số trận      | Bàn thắng    | Số trận              | Bàn thắng            | Số trận       | Bàn thắng     | Số trận | Bàn thắng | Số trận   | Bàn thắng |
| ------------------- | ------------------- | ------------------- | ------------ | ------------ | -------------------- | -------------------- | ------------- | ------------- | ------- | --------- | --------- | --------- |
| Greenock Morton     | 2016–17             | Championship        | 2            | 0            | 0                    | 0                    | 2             | 0             | 1       | 0         | 5         | 0         |
| Elgin City (mượn)   | 2017–18             | League Two          | 6            | 1            | 0                    | 0                    | 2             | 0             | 1       | 0         | 9         | 1         |
| Tổng cộng sự nghiệp | Tổng cộng sự nghiệp | Tổng cộng sự nghiệp | 8            | 1            | 0                    | 0                    | 4             | 0             | 2       | 0         | 14        | 1         |

1. 1 2  Số lần ra sân tại Scottish Challenge Cup

## Danh hiệu
- SPFL Development League West: Vô địchs 2017-18